# Ephysteris
Ephysteris är ett släkte av fjärilar. Ephysteris ingår i familjen stävmalar.

## Dottertaxa tillEphysteris, i alfabetisk ordning[1]
- Ephysteris accentella
- Ephysteris albocapitella
- Ephysteris arabiae
- Ephysteris atalopis
- Ephysteris aulacopis
- Ephysteris australiae
- Ephysteris brachypogon
- Ephysteris brachyptera
- Ephysteris bucolica
- Ephysteris buvati
- Ephysteris cacomicra
- Ephysteris chersaea
- Ephysteris chretieni
- Ephysteris confusa
- Ephysteris coniogramma
- Ephysteris cretigena
- Ephysteris crocoleuca
- Ephysteris curtipennis
- Ephysteris cyrenaica
- Ephysteris delminiliella
- Ephysteris deserticolella
- Ephysteris despectella
- Ephysteris dierli
- Ephysteris diminutella
- Ephysteris dispensata
- Ephysteris eremaula
- Ephysteris ericnista
- Ephysteris extorris
- Ephysteris fanatica
- Ephysteris ferritincta
- Ephysteris flavida
- Ephysteris fluidescens
- Ephysteris foulonsensis
- Ephysteris fuscocrossa
- Ephysteris gallica
- Ephysteris gredosensis
- Ephysteris hispanica
- Ephysteris iberica
- Ephysteris infallax
- Ephysteris infirma
- Ephysteris insularis
- Ephysteris insulella
- Ephysteris inustella
- Ephysteris jamaicensis
- Ephysteris juvenilis
- Ephysteris kasyi
- Ephysteris leptocentra
- Ephysteris longicornis
- Ephysteris lunaki
- Ephysteris monticola
- Ephysteris neosirota
- Ephysteris obstans
- Ephysteris ochrodeta
- Ephysteris olympica
- Ephysteris ornata
- Ephysteris oschophora
- Ephysteris oxythectis
- Ephysteris paraleuca
- Ephysteris parvula
- Ephysteris pentamacula
- Ephysteris petiginella
- Ephysteris praticolella
- Ephysteris promptella
- Ephysteris pulverea
- Ephysteris riadensis
- Ephysteris ruth
- Ephysteris semiophanes
- Ephysteris sibila
- Ephysteris silignitis
- Ephysteris sirota
- Ephysteris speciosa
- Ephysteris suasoria
- Ephysteris subcaerulea
- Ephysteris subdiminutella
- Ephysteris surda
- Ephysteris synecta
- Ephysteris tractatum
- Ephysteris treskensis
- Ephysteris tribulivora
- Ephysteris trinota
- Ephysteris turgida
- Ephysteris unica
- Ephysteris unitella
- Ephysteris xanthorhabda
- Ephysteris zygophyllella